# Pseudeuophrys
Pseudeuophrys är ett släkte av spindlar som beskrevs av Friedrich Dahl 1912. 
Pseudeuophrys ingår i familjen hoppspindlar.
Kladogram enligt Catalogue of Life och Dyntaxa:
| Pseudeuophrys | \| \| hällhoppspindel \| \| \| \| \| \| Pseudeuophrys iwatensis \| \| \| \| \| \| hushoppspindel \| \| \| \| \| \| Pseudeuophrys nebrodensis \| \| \| \| \| \| Pseudeuophrys obsoleta \| \| \| \| \| \| Pseudeuophrys pallidipes \| \| \| \| \| \| Pseudeuophrys pascualis \| \| \| \| \| \| Pseudeuophrys vafra \| \| \| \| |
|               | \| \| hällhoppspindel \| \| \| \| \| \| Pseudeuophrys iwatensis \| \| \| \| \| \| hushoppspindel \| \| \| \| \| \| Pseudeuophrys nebrodensis \| \| \| \| \| \| Pseudeuophrys obsoleta \| \| \| \| \| \| Pseudeuophrys pallidipes \| \| \| \| \| \| Pseudeuophrys pascualis \| \| \| \| \| \| Pseudeuophrys vafra \| \| \| \| |
|               | hällhoppspindel |
|               | |
|               | Pseudeuophrys iwatensis |
|               | |
|               | hushoppspindel |
|               | |
|               | Pseudeuophrys nebrodensis |
|               | |
|               | Pseudeuophrys obsoleta |
|               | |
|               | Pseudeuophrys pallidipes |
|               | |
|               | Pseudeuophrys pascualis |
|               | |
|               | Pseudeuophrys vafra |
|               | |